# John O'Sullivan
Cet article concerne le journaliste et homme politique américain. Pour l'ingénieur australien et le journaliste britannique, voir John O'Sullivan (ingénieur) et John O'Sullivan (journaliste).
Pour les articles homonymes, voir O'Sullivan.
John L. O'Sullivan, né le 15 novembre 1813 et mort le 24 mars 1895, est un journaliste et homme politique américain, auteur de l'expression « Destinée manifeste » en 1845 lorsqu'il qualifiait l'annexion du Texas et du comté de l'Oregon aux États-Unis. 

## Premières années
John L. O'Sullivan est né sur l'océan Atlantique Nord au cours de la guerre de 1812, sa mère ayant pris refuge sur un navire britannique pour éviter la peste dans Gibraltar, où son père travaillait. Son père, également nommé John, était un diplomate et capitaine de marine américain d'origine irlandaise, sa mère, Mary Rowly, était anglaise.
En 1841, à vingt-sept ans, O'Sullivan a été élu à l'Assemblée de l'État de New York. Dans le bureau, il a acquis une réputation de défenseur de l'abolition de la peine de mort, une cause qu'il continuera à promouvoir après avoir quitté l'Assemblée. Il a également défendu d'autres réformes, telles que les droits des femmes et des travailleurs.